# Antocha setigera
Antocha setigera är en tvåvingeart som beskrevs av Alexander 1933. Antocha setigera ingår i släktet Antocha och familjen småharkrankar. Inga underarter finns listade i Catalogue of Life.